# Tia Hellebaut
Tia Hellebaut, född 16 februari 1978 i Antwerpen, Belgien, är en belgisk före detta friidrottare, som tidigare tävlat i sjukamp och femkamp, men som därefter specialiserade sig på höjdhopp. 
Hellebaut tog oväntat guld i höjdhopp i EM i friidrott 2006 i Göteborg genom att klara höjden 2,03 m, vilket också var nytt belgiskt rekord och mästerskapsrekord. Hon tog också höjdhoppsguldet vid inomhus-EM 2007 i engelska Birmingham, på det nya belgiska rekordet 2,05 m. 
Vid de Olympiska sommarspelen 2008 i Peking vann hon oväntat guld genom att klara 2,05 m i första försöket. Favoriten Blanka Vlašić tog även hon 2,05 m, men först i andra försöket. När Vlašić därefter rev samtliga försök på 2,07 m, en höjd som Hellebaut stod över, var Hellebauts seger klar. 
Efter sitt OS-guld avslutade Hellebaut sin karriär. "Livet består av mer än att hoppa över en ribba", sa Hellebaut i en intervju. Men februari 2010 meddelades att Hellebaut ska göra comeback med OS i London som det stora målet – "Jag är väldigt målmedveten och har tränat hela hösten." Hellebauts sista tävling blev inomhus-EM i Göteborg december 2013, efter vilken hon meddelade att hon slutar.

## Privatliv
Tia Hellebaut är gift med sjukgymnasten Win Vandeven och tillsammans har de döttrarna Lotte, född i juni 2009, och Saartje, född i februari 2011.

## Personliga rekord
- Höjdhopp - 2,05 meter i Beijing, Kina, 23 augusti 2008
- Femkamp - 4 877 poäng i Gent, Belgien, 10 februari 2007
- Sjukamp - 6 201 poäng i Götzis, Österrike, 28 maj 2006

### Fotnoter
1. ↑  https://www.svt.se/sport/artikel/svart-att-hitta-nya-utmaningar
2. ↑  https://www.dn.se/arkiv/sport/tia-hellebaut-gor-comeback/
3. ↑  https://www.expressen.se/sport/friidrott/olympiska-mastaren-tia-hellebaut-lagger-av/
4. ↑  https://www.svt.se/sport/artikel/tia-hellebaut-siktar-pa-nytt-os-guld